# Les Valls
Les Valls – miejscowość w Hiszpanii, w Katalonii, w prowincji Barcelona, w comarce Maresme, w gminie Teià.
Według danych INE z 2004 roku miejscowość zamieszkiwało 1438 osób.